# 大洞山 (三重県)
大洞山（おおぼらやま）は、三重県津市美杉町の中央部にそびえている雄岳、雌岳の二峰で構成される盾状火山であった死火山の山である。雄岳の標高は1013m、雌岳の標高は985mである。

## 概略
淀川水系木津川･名張川と、雲出川･鈴鹿川などの伊勢湾へ流れ込む水系を分かつ布引山地の南の端にそびえ、山域の南西部の一部を奈良県宇陀郡御杖村にも及ぼしながら御椀を伏せたようになだらかな稜線を東西になびかせるような山容を見せる大洞山は、北隣の尼ヶ岳とともに室生火山群に属している。この山は、広葉樹と人工林で構成される山林の中に、山麓では苔むした大洞石という火山特有の軽石を、石を山腹ではカタクリの群生地やエイザンスミレなどが、山頂付近では各種高山植物が見られる自然豊かな森と美しい眺望に恵まれていることで知られている。室生赤目青山国定公園内にあって、また東海自然歩道が中腹を縦走しているこの山は、ハイキングの名所であり、そのようなことから関西百名山にも指定されている。美しいと評される眺望については、西斜面においては、ススキの絨毯に覆われた草原と、その先に広がる美杉の山村のさまを見下ろすことができる一方、東側を見ると美杉町太郎生の集落の谷を挟んで対峙する「倶留尊山」や「日本ボソ」などの荒々しい山並を眺めることができることが売りである。
山頂は、雄岳と雌岳の二つがあるが、三角点は雌岳にのみ設置されている。
近年はこの山の八知側の中腹、標高700m付近にリモコン式の巨大天体望遠鏡のあるスカイランドおおぼらキャンプ場が整備されており、キャンプ地としても人気がある。

## 山名の由来
山名の由来は、真言宗の末寺である金峯山寺真福院を訪れる修験者が持つホラ貝に、やまなみが似ているからであると言われている。この真福院の参道の吉野桜の桜並木は「三多気の桜」として知られ、国の名勝地にも指定されている。また、この真福寺周辺から大洞山方向を見ると、角度の関係で北隣の尼ヶ岳と共に円錐形をした独立峰のように見えるという。

## 詳細データ
雄岳
標高：1013.0m
所在地：三重県津市美杉町八知、美杉町太郎生
経緯度：東経136度12分53.5秒･北緯34度32分19.1秒 
地図
Googleマップ　（Google）
ウォッちず（伊勢→名張→倶留尊山）　（国土地理院）

雌岳
標高：984.8m
所在地：三重県津市美杉町八知、美杉町太郎生
経緯度：東経136度13分6.2秒･北緯34度32分0.7秒 
地図
Googleマップ　（Google）
ウォッちず（伊勢→名張→倶留尊山）　（国土地理院）